# العلاج بالحرمان من الأندروجين

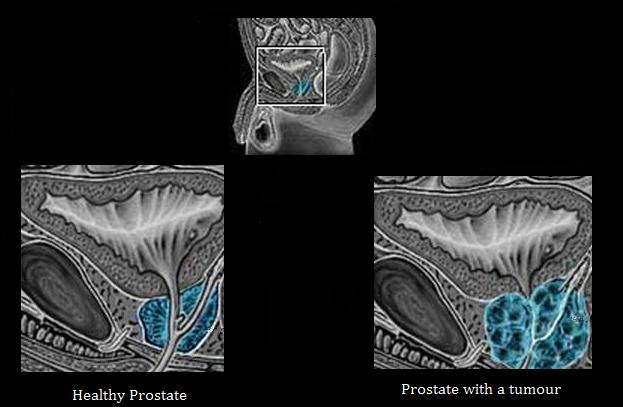
صور للبرستات قبل الإصابة و بعد الإصابة

العلاج بالحرمان من الأندروجين (يُطلَق عليه أيضًا العلاج بكبت الأندروجين) هو علاج مضاد للهرمونات يستخدم بشكل رئيسي في علاج سرطان البروستاتا. تحتاج خلايا سرطان البروستاتة هرمونات الأندروجين كالتستوستيرون مثلًا لكي تنمو. يقلل العلاج بالحرمان من الأندروجين (سواء دوائيًا أو جراحيًا) مستويات هرمونات الأندروجين، ما يمنع خلايا سرطان البروستاتة من النمو. تشمل الخيارات الدوائية المتاحة مضادات الأندروجين، والإخصاء الكيميائي.
خلصت العديد من الدراسات إلى أن العلاج بالحرمان من الأندروجين قد أثبت فائدة لدى المرضى الذين يعانون من النقائل السرطانية، وكعلاج مساعد مرافق للعلاج الإشعاعي لدى المرضى الذين يعانون من ورم غير منتشر متقدم الدرجة، وكذلك لدى المرضى الذين يعانون من سرطان بروستاتة غير منتشر متوسط الخطورة. لم يظهر العلاج بالحرمان من الأندروجين أي ميزة للبقاء على قيد الحياة، وتسبب بأذى كبير كالضعف الجنسي، والسكري، ونقص الكثافة العظمية لدى مرضى سرطان البروستاتة منخفض الخطورة.
يمكن أن يقضي العلاج على الخلايا السرطانية عن طريق تحفيز الشيخوخة المترتّب على الحرمان من الأندروجين. غالبًا ما يؤدي انخفاض مستويات الأندروجين في الدم، أو منعه من الوصول إلى خلايا سرطان البروستاتة إلى تقلص سرطان البروستاتة، أو نموه بشكل أبطأ لبعض الوقت. ولكن يجب أن يقترن هذا العلاج بالعلاج الإشعاعي، لأن العلاج بالحرمان من الأندروجين لوحده لا يقضي على السرطان، إنما يقلل من عدوانيته.

## الأنواع

### جراحيًا
- استئصال الخصية (الإخصاء الجراحي):

تتم إزالة الخصيتين (العضو الذي يصنّع فيه الأندروجين) لدى مرضى سرطان البروستاتة. يعتبر استئصال الخصيتين العلاج الأكثر جذرية، والأسهل، والأقل تكلفة. العيب الرئيسي هو أن الإخصاء الجراحي دائم وغير قابل للعكس.

### دوائيًا
- الإخصاء الكيميائي

يُصنَّع التستوستيرون عبر سلسلة من العمليات التي تبدأ في الدماغ. عندما تنخفض مستويات التستوستيرون في الجسم، يتنبّه الوطاء (تحت المهاد) ويبدأ بإنتاج الهرمون المطلق لموجهة الغدد التناسلية. ينشط الهرمون المطلق لموجهة الغدد التناسلية إفراز الهرمون المنشط للجسم الأصفر (إل إتش أو الهرمون الملوتن) داخل الغدة النخامية. يحفز الهرمون الملوتن تصنيع هرمون التستوستيرون داخل الخصيتين، يوجد نوعان من الأدوية المستخدمة في الإخصاء الكيميائي: منبهات ومضادات الهرمون المطلق لموجهة الغدد التناسلية، يقلل كلاهما من كمية هرمون التستوستيرون المُنتَج من قبل الخصيتين. تعمل المجموعتان الدوائيتان على تثبيط تصنيع الهرمون الملوتن في الغدة النخامية. تسبب منبهات الهرمون المطلق لموجهة الغدد التناسلية زيادة مفاجئة في مستويات هرمون التستوستيرون، يليها هبوط سريع، في حين تقلل مضادات الهرمون المطلق لموجهة الغدد التناسلية بشكل مباشر من كمية هرمون التستوستيرون. تتضمن منبهات ومضادات الهرمون المطلق للموجهة التناسلية المستخدمة كل من لوبروريلين، وغوزيريلين، وتربتوريلين، وهستريلين، وبازيريلين، وديغاريليكس.
تُحقَن هذه الأدوية تحت الجلد لتحقيق نفس نتيجة الإخصاء الجراحي. قد يُفضل الإخصاء الكيميائي على الإخصاء الجراحي لأنه يحافظ على الخصيتين.
- العلاج المضاد للأندروجين

اُكتشفَت الغدد الكظرية كمركز آخر لإنتاج الأندروجين بعد عملية الإخصاء، لذا طُوِّر علاج تكميلي يستخدم مضادات الأندروجين لمنع الجسم من استخدام أي أندروجين مهما كان مصدره. تحتوي خلايا البروستاتة على مستقبلات الأندروجين، يعزز الأندروجين عند ارتباطه بالمستقبلات الأخيرة النمو، ويحافظ على تمايز خلايا البروستاتة. قد تسبب هذه الإشارات المحفّزة للنمو مشكلة عندما ترتبط بمستقبلات خلية سرطانية. يمكن لمضادات الأندروجين أن تدخل الخلايا وتمنع ارتباط التستوستيرون ببروتينات المستقبل.
مضادات الأندروجين الرئيسية هي: أسيتات سيبروتيرون، وفلوتاميد، ونيلوتاميد، وبيكالوتاميد، وإنزالوتاميد، وتُتنَح جميعها على شكل أقراص فموية.
تستهدف مضادات الأندروجين الجديدة تصنيع هرمون التستوستيرون (أسيتات أبيراتيرون وسيفيترونيل)، أوالانتقال النووي (إنزالوتاميد، وأبالوتاميد، ودارولوتاميد)، يوجد أيضًا علاجات مركبة (غاليترون)، تستهدف الخلايا المستجيبة للأندروجين بشكل أفضل بالاشتراك مع العلاج بالحرمان من الأندروجين.